# S-tog
Gli S-tog sono una rete di ferrovie suburbane che servono la città di Copenaghen e la sua area metropolitana.
Il nome fu prescelto nel 1934, anno di inaugurazione, con un sondaggio del quotidiano danese Politiken.
Il termine "S-tog" (tog in danese significa treno) si ispirava alle reti tedesche dette S-Bahn (allora in servizio solo a Berlino e Amburgo.
La S in tedesco sta per Schnell (=veloce) o Stadt (=città) mentre in danese la stessa lettera che funge da prefisso sta per "Stiv køreplan-Tog" , cioè "collegamento ferroviario cadenzato".

## Sviluppo
Il primo tratto Klampenborg–Hellerup–Vanløse–Frederiksberg fu inaugurato nell'aprile del 1934, come prima ed allora unica ferrovia elettrificata dell'intero paese.
Nel maggio successivo seguì il tratto da Hellerup a Copenaghen, poi prolungato in novembre fino a Valby. Nei decenni successivi la rete venne estesa fino alle località di Hillerød e Køge e ai sobborghi di Farum, Ballerup e Høje Tåstrup.
Nel 1989 la linea regionale per Frederikssund è stata trasformata in linea S-tog.
Nel 2005 è stato aperto poi l'anello da Hellerup verso Ny Ellebjerg,  che consente l'attraversamento nord-sud senza impegnare l'asse principale del centro cittadino. Allo scopo sono state riutilizzate una linea non elettrificata di circumnavigazione precedentemente percorsa solo da convogli merci, e il preesistente tratto Hellerup–Vanløse.

## Rete
- (Solrød Strand) - Hundige - Stazione di Copenaghen Centrale - Farum
- Høje Taastrup - Stazione di Copenaghen Centrale - Holte
- Høje Taastrup - Østerport
- (Frederikssund) - Ballerup - Stazione di Copenaghen Centrale - Klampenborg
- Køge - Stazione di Copenaghen Centrale - Hillerød
- Ny Ellebjerg - Flintholm - Hellerup
- Frederikssund - Stazione di Copenaghen Centrale - Østerport - (Farum)

Le linee Bx, E e H non fermano in tutte le stazioni.
La linea Bx è in servizio nelle sole ore di punta, in rinforzo alla linea B.
La frequenza diurna è di 10 minuti, o di 5 minuti per le linee Bx, H ed F.
Il sistema S-tog è integrato con vari stazioni di interscambio con le due linee della nuova metropolitana di Copenaghen, ad esercizio interamente automatizzato (cioè senza conduttori a bordo dei convogli).
Analogo interscambio, su binari diversi ma nelle stesse stazioni, avviene con i treni regionali, fra cui gli Øresundstog, in esercizio nell'area dello stretto che separa la Danimarca dalla Svezia, e che servono anche la città di Malmö, con intenso traffico pendolari in ambo le direzioni.

## Caratteristiche
La rete S-tog è del tutto separata dalla rete ferroviaria elettrificata danese. Lo è sia per tipo di esercizio che per motivi tecnici: essa è alimentata da linea aerea a 1500 volt, diversamente dalle linee elettrificate delle ferrovie di stato danesi (DSB), che utilizzano il sistema a 25.000 volt corrente alternata. Una separazione analoga hanno per esempio le S-Bahn di Berlino e Amburgo.

## Intermodalità

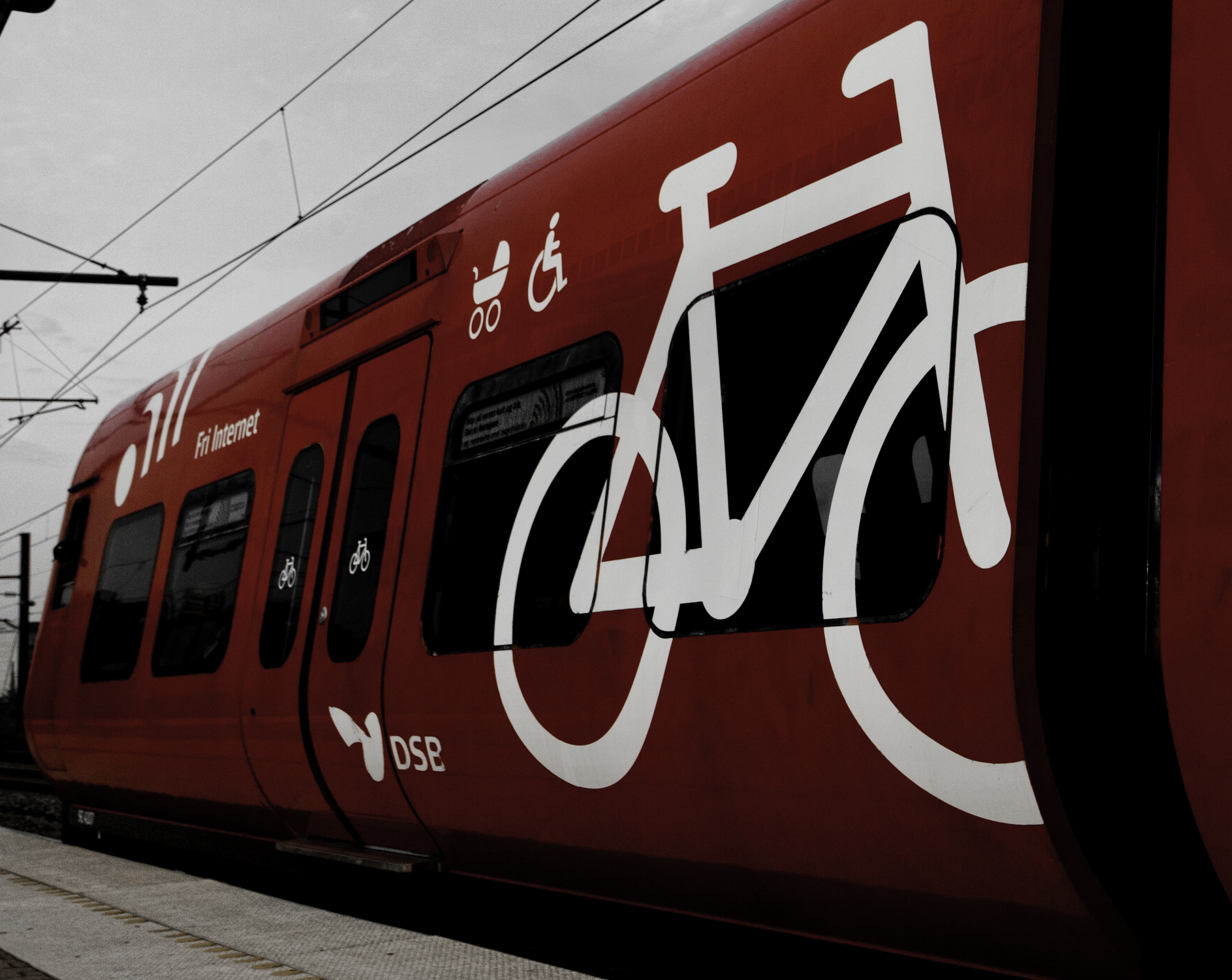
Intermodalità bici+treno sugli S-tog

Gli S-tog svolgono anche un ruolo di trasporto intermodale per il tipo di mobilità prevalente a Copenaghen: la bicicletta.
La capitale danese ha una altissima quota di ciclabilità (ripartizione modale del 33% fra i mezzi di trasporto utilizzati nella città), favorita anche dal trasporto biciclette sugli S-tog (ed altri mezzi pubblici). La stessa ridotta quota di mobilità in auto, in terza posizione nella ripartizione modale, dopo bicicletta e trasporto pubblico)  è da attribuirsi anche alla marcata intermodalità, che mira a rendere più competitivo il trasporto pubblico soprattutto su ferro.
Il trasporto bici avviene a tutte le ore, su tutti i servizi S-tog, che hanno porte di accesso e pittogramma bici in testa e in coda, e, come per tutti i rotabili moderni di medesima tipologia, scompartimenti multifunzionali (cioè per biciclette, sedie a rotelle e passeggini per bambini) con sedili ribaltabili, senza nessun ancoraggio che ne limiti l'utilizzabilità quando il compartimento non è occupato dai suddetti mezzi.
Alle pensiline degli S-tog pittogrammi bici sulla pavimentazione indicano i due punti di accesso ai convogli, in testa e in coda. Alle pensiline si accede tramite rampe di scale attrezzate con "canaline" per far salire a mano le biciclette (o in ascensori).
Le stazioni sono dotate di strutture per l'intermodalità "passiva" bici+treno: parcheggi anche con rastrelliere coperte o aree custodite.
L' S-tog è la spina dorsale dell'intermodalità bici+treno, per caratteristiche, accessibilità, raggio e capillarità l'S-tog, coadiuvato da tutti gli altri mezzi pubblici: metro, treni regionali, battelli e bus, in alcuni casi con alcune limitazioni di orario.